# Gustaf C:son Lewenhaupt

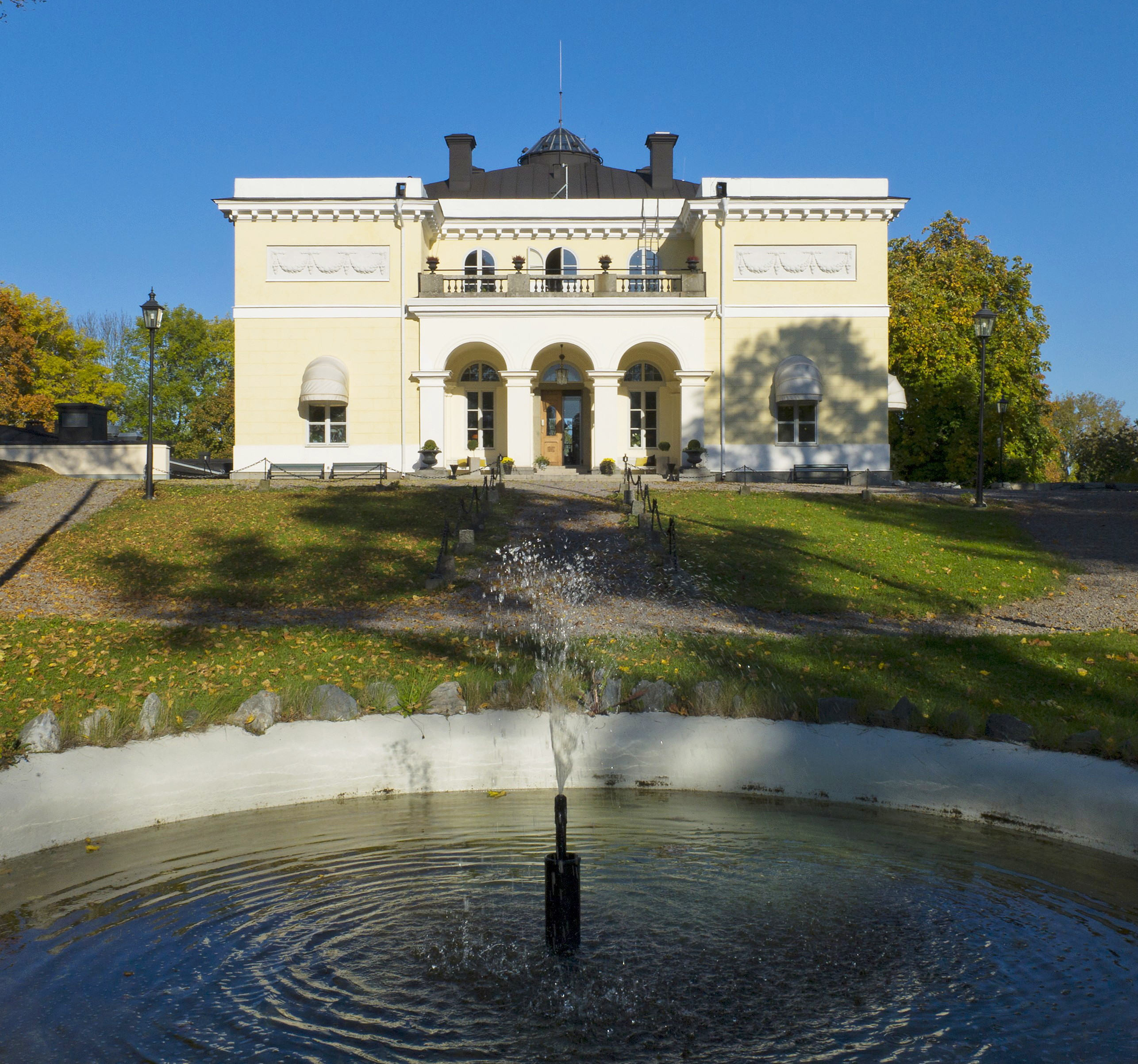
Aske herrgård

För ryttaren, se Carl Gustaf Sixtensson Lewenhaupt, för hovmannen, se Gustaf Lewenhaupt (1780–1844), för psalmboksförfattaren Gustaf (Gösta) Lewenhaupt se Gustaf Lewenhaupt, för regementschefen Gustaf Lewenhaupt se Gustaf Julius Lewenhaupt.
Claes Gustaf C:son August Lewenhaupt, född 5 juni 1870 på Forsbacka, död 6 januari 1945 på Aske herrgård i Håtuna, var en svensk sjömilitär, hovjägmästare, skriftställare och godsägare.
Han var son till kaptenen Carl Gustaf Conrad Erik Lewenhaupt (1834-1908) och Olga Anna Margareta af Nordin (1847-1895) som var dotter till generalmajoren Gustaf af Nordin (1799-1867). Han var från 1900 gift med Ingeborg Nordenfeldt (1872-1940) som var dotter till kammarherren Olof Nordenfeldt (1826-1893). Paret fick fem barn varav överstelöjtnanten i brittiska armén Erik G:son Lewenhaupt kom att arbeta som instruktör vid fallskärmsjägarskolan i Karlsborg.
Lewenhaupt blev elev vid sjökrigsskolan 1886 och utexaminerades där 1893 samma år blev han underlöjtnant vid flottan. Han blev löjtnant vid flottan 1897 och var elev vid sjökrigshögskolan från 1898 med examen 1900. Lewenhaupt var adjutant till varvschefen vid flottans huvudstation i Karlskrona örlogsvarv 1902–1903. Han blev kapten vid flottan 1902 och erhöll avsked med tillstånd att utan lön kvarstå i flottan 1903 samt avsked från flottan med tillstånd att kvarstå som kapten i flottans reserv 1906 för att slutligen få definitivt avsked 1926. Han var redaktör av Svenska jägarförbundets nya tidskrift 1907–1913 (nuvarande Svensk Jakt)  och sekreterare i Svenska jägarförbundet 1907–1912 och blev utnämnd till hovjägmästare 1911. Han medföljde hertigen och hertiginnan av Södermanland till Vajiravudhs kröning i Siam 1911. Från 1917 var han styrelseledamot i Mälarprovinsernas hypoteksförening. Tillsammans med Prins Wilhelm, Åke Sjögren och kammarherre Wollmar Boström reste han på en jaktresa till Brittiska Ostafrika 1913-1914. Som godsägare arrenderade han 
Väst-Tibble i Håbo härad från 1903 till 1940 då han köpte lös egendomen från Lorenz Krutmeijer samt familjegården Aske herrgård i Håbo härad som han övertog från sin far 1908. Som skriftställare gav han ut några böcker under namnet Gustaf C:son Lewenhaupt. Hans skribentnamn var "Askegreven", efter Aske herrgård där han bodde.